# Схотен (Нідерланди)
Схотен (нід. Schoten) — колишнє село в нідерландській провінції Північна Голландія. Село розташовувалося між Гарлемом і Сантпортом.
Схотен було окремим муніципалітетом між 1817 і 1927 роками, а тоді його об'єднали з Гарлемом. Муніципалітет складався з північної частини нинішнього муніципалітету Гарлема, на північ від старого міста, між річками Делфт і Спаарне.

## Відомі мешканці
- Трюс Менгер-Оверстеген (1923—2016) — скульпторка, художниця, учасниця нідерландського руху опору;
- Фредді Оверстеген (1925—2018) — учасниця нідерландського руху опору під час окупації Нідерландів у Другій світовій війні.

## Виноски
1. 1 2  GeoNames — 2005.
2. ↑  https://gemeentegeschiedenis.nl
3. 1 2 3 4 5 6 7 8 9 10  https://easy.dans.knaw.nl/ui/datasets/id/easy-dataset:76773/tab/2
4. ↑  Data Archiving and Networked Services | DANS Data Guide 2. web.archive.org. 6 березня 2012. Процитовано 31 січня 2025.